# قاضيان (مقاطعة اشتهارد)
قاضيان (بالإنجليزية: Mazraeh-ye Qazian)‏ هي مستوطنة تقع في مقاطعة إشتهارد في إيران.